# Petr Vokáč
Petr Vokáč (* 23. února 1952) je bývalý český fotbalový útočník. Jeho synem je fotbalový reprezentant Tomáš Řepka.

## Fotbalová kariéra
V československé lize hrál za Duklu Praha a Bohemians Praha. Nastoupil ve 44 ligových utkáních a dal 1 gól. V nižších soutěžích hrál i za Viktorii Žižkov, SONP Kladno, TJ Gottwaldov a DP Xaverov Horní Počernice.

## Ligová bilance
| Ročník                                   | Zápasy | Góly | Klub                       |
| ---------------------------------------- | ------ | ---- | -------------------------- |
| 1. československá fotbalová liga 1972/73 | 3      | 0    | Dukla Praha                |
| 1. československá fotbalová liga 1973/74 | 4      | 1    | Dukla Praha                |
| 1. československá fotbalová liga 1974/75 | 10     | 0    | Bohemians Praha            |
| 1. československá fotbalová liga 1975/76 | 17     | 0    | Bohemians Praha            |
| 1. československá fotbalová liga 1976/77 | 10     | 0    | Bohemians Praha            |
| Česká národní fotbalová liga 1978/79     | -      | -    | Viktoria Žižkov            |
| Česká národní fotbalová liga 1978/79     | -      | -    | SONP Kladno                |
| Česká národní fotbalová liga 1981/82     | 11     | 0    | DP Xaverov Horní Počernice |
| CELKEM 1. liga                           | 44     | 1    |                            |